# Формула 1 — сезона 2009
У 2009. години била је 63. сезона такмичења најбољих возача Формуле 1. Сезона је почела 29. марта 2009. године са Великом наградом Аустралије, а планирани завршена је 1. новембра са новом трком Велика награда Абу Дабија. У категорији возача титулу бранио је Луис Хамилтон, а у категорији конструктора Ферари. Ове сезоне се користио КЕРС систем за повраћај кинетичке енергије сакупљене приликом кочења.

## Тимови
Следећи тимови су склопили уговор о наступању у сезони 2009. са руководством Формуле 1:
- Макларен
- Ферари
- БМВ Заубер
- Рено
- Тојота рејсинг
- Торо Росо
- Ред Бул
- Вилијамс
- Форс Индија
- Брон ГП

Тим Брон ГП је настао куповином Хонда Ф1 тима, након што се компанија Хонда Мотор повукла из Формуле 1.

## Возачи
| Тим                       | Конструктор | Шасија | Мотор    | Гуме | Број                            | Возачи                           | Тест-возач(и)                    |
| ------------------------- | ----------- | ------ | -------- | ---- | ------------------------------- | -------------------------------- | -------------------------------- |
| Водафон Макларен Мерцедес | Макларен    |        | Мерцедес | Б    | 1                               | Луис Хамилтон                    | Педро да ла Роса Гери Пафет      |
| Водафон Макларен Мерцедес | Макларен    | 2      | Мерцедес | Б    | Хаики Ковалаинен                |                                  | Педро да ла Роса Гери Пафет      |
| Скудерија Ферари Малборо  | Ферари      |        | Ферари   | Б    | 3                               | Фелипе Маса Лука Бадер           | Лука Бадер                       |
| Скудерија Ферари Малборо  | Ферари      | 4      | Ферари   | Б    | Кими Рејкенен                   |                                  | Лука Бадер                       |
| БМВ Заубер                | БМВ Заубер  |        | БМВ      | Б    | 5                               | Роберт Кубица                    | Кристијан Клин                   |
| БМВ Заубер                | БМВ Заубер  | 6      | БМВ      | Б    | Ник Хајдфелд                    |                                  | Кристијан Клин                   |
| ИНГ Рено Ф1 тим           | Рено        |        | Рено     | Б    | 7                               | Фернандо Алонсо                  | - - -                            |
| ИНГ Рено Ф1 тим           | Рено        | 8      | Рено     | Б    | Нелсон Пике Јуниор Роман Грожан |                                  | - - -                            |
| Панасоник Тојота рејсинг  | Тојота      |        | Тојота   | Б    | 9                               | Јарно Трули                      | Александер Вурц                  |
| Панасоник Тојота рејсинг  | Тојота      | 10     | Тојота   | Б    | Тимо Глок                       |                                  | Александер Вурц                  |
| Скудерија Торо Росо       | Торо Росо   |        | Ферари   | Б    | 11                              | Себастјен Бурде Хаиме Алгерсуари | - - -                            |
| Скудерија Торо Росо       | Торо Росо   | 12     | Ферари   | Б    | Себастиен Буеми                 |                                  | - - -                            |
| Ред бул рејсинг           | Ред бул     |        | Рено     | Б    | 14                              | Марк Вебер                       | Дејвид Култард                   |
| Ред бул рејсинг           | Ред бул     | 15     | Рено     | Б    | Себастијан Фетел                |                                  | Дејвид Култард                   |
| Вилијамс Ф1 тим           | Вилијамс    |        | Тојота   | Б    | 16                              | Нико Розберг                     | Николас Хилкенберг               |
| Вилијамс Ф1 тим           | Вилијамс    | 17     | Тојота   | Б    | Казуки Накађима                 |                                  | Николас Хилкенберг               |
| Форс Индија Ф1 тим        | Форс Индија |        | Мерцедес | Б    | 20                              | Адријан Зутил                    | Витантонио Луици                 |
| Форс Индија Ф1 тим        | Форс Индија | 21     | Мерцедес | Б    | Ђанкарло Физикела               |                                  | Витантонио Луици                 |
| Брон ГП                   | Брон ГП     |        | Мерцедес | Б    | 22                              | Џенсон Батон                     | Ентони Дејвидсон Александер Вурц |
| Брон ГП                   | Брон ГП     | 23     | Мерцедес | Б    | Рубенс Барикело                 |                                  | Ентони Дејвидсон Александер Вурц |

## Резултати трка
| Р. бр. | велика награда | стаза                     | град                  | датум         | пол позиција      | најбржи круг      | победник возач   | победник конструктор |
| ------ | -------------- | ------------------------- | --------------------- | ------------- | ----------------- | ----------------- | ---------------- | -------------------- |
| 1      | ВН Аустралије  | Алберт парк               | Мелбурн               | 29. март      | Џенсон Батон      | Нико Розберг      | Џенсон Батон     | Брон                 |
| 2      | ВН Малезије    | Сепанг интернашонал       | Куала Лумпур          | 5. април      | Џенсон Батон      | Џенсон Батон      | Џенсон Батон     | Брон                 |
| 3      | ВН Кине        | Шангај интернашонал       | Шангај                | 19. април     | Себастијан Фетел  | Рубенс Барикело   | Себастијан Фетел | Ред бул              |
| 4      | ВН Бахреина    | Шакир                     | Манама                | 26. април     | Јарно Трули       | Јарно Трули       | Џенсон Батон     | Брон                 |
| 5      | ВН Шпаније     | Каталуња                  | Барселона             | 10. мај       | Џенсон Батон      | } Рубенс Барикело | Џенсон Батон     | Брон                 |
| 6      | ВН Монака      | градска стаза             | Монте Карло           | 24. мај       | Џенсон Батон      | Фелипе Маса       | Џенсон Батон     | Брон                 |
| 7      | ВН Турске      | Истанбул парк             | Истанбул              | 7. јун        | Себастијан Фетел  | Џенсон Батон      | Џенсон Батон     | Брон                 |
| 8      | ВН Британије   | Силверстон                | Силверстон            | 21. јун       | Себастијан Фетел  | Себастијан Фетел  | Себастијан Фетел | Ред бул              |
| 9      | ВН Немачке     | Нирбургринг               | Нирбург               | 12. јул       | Марк Вебер        | Фернандо Алонсо   | Марк Вебер       | } Ред бул            |
| 10     | ВН Мађарске    | Хунгароринг               | Будимпешта            | 26. јул       | Фернандо Алонсо   | Марк Вебер        | Луис Хамилтон    | Макларен             |
| 11     | ВН Европе      | улична трка               | Валенсија             | 23. август    | Луис Хамилтон     | Тимо Глок         | Рубенс Барикело  | Брон                 |
| 12     | ВН Белгије     | Спа Франкошан             | Спа                   | 30. август    | Ђанкарло Физикела | Себастијан Фетел  | Кими Рејкенен    | Ферари               |
| 13     | ВН Италије     | Национални аутодром       | Монца                 | 13. септембар | Луис Хамилтон     | Адријан Зутил     | Рубенс Барикело  | Брон                 |
| 14     | ВН Сингапура   | улична трка               | Сингапур              | 27. септембар | Луис Хамилтон     | Фернандо Алонсо   | Луис Хамилтон    | Макларен             |
| 15     | ВН Јапана      | Сузука                    | Ојама                 | 4. октобар    | Себастијан Фетел  | Марк Вебер        | Себастијан Фетел | Ред бул              |
| 16     | ВН Бразила     | Аутодром Жозе Карлос Паке | Интерлагос, Сао Пауло | 18. октобар   | Рубенс Барикело   | Марк Вебер        | Марк Вебер       | Ред бул              |
| 17     | ВН Абу Дабија  | Јас Ајланд                | Абу Даби              | 1. новембар   | Луис Хамилтон     | Себастијан Фетел  | Себастијан Фетел | Ред бул              |

### Пласман возача
| место | возач             | АУС | МАЛ ** | КИН | БАХ | ШПА | МОН | ТУР | ВБР | НЕМ | МАЂ | ЕВР | БЕЛ | ИТА | СИН | ЈАП | БРА | АБУ | бодови |
| ----- | ----------------- | --- | ------ | --- | --- | --- | --- | --- | --- | --- | --- | --- | --- | --- | --- | --- | --- | --- | ------ |
| 1     | Џенсон Батон      | 1   | 1      | 3   | 1   | 1   | 1   | 1   | 6   | 5   | 7   | 7   | Оду | 2   | 5   | 8   | 5   | 3   | 95     |
| 2     | Себастијан Фетел  | 13* | 15*    | 1   | 2   | 4   | Оду | 3   | 1   | 2   | Оду | Оду | 3   | 8   | 4   | 1   | 4   | 1   | 84     |
| 3     | Рубенс Барикело   | 2   | 5      | 4   | 5   | 2   | 2   | Оду | 3   | 6   | 10  | 1   | 7   | 1   | 6   | 7   | 8   | 4   | 77     |
| 4     | Марк Вебер        | 12  | 6      | 2   | 11  | 3   | 5   | 2   | 2   | 1   | 3   | 9   | 9   | Оду | Оду | 17  | 1   | 2   | 69.5   |
| 5     | Луис Хамилтон     | ДСК | 7      | 6   | 4   | 9   | 12  | 13  | 16  | 18  | 1   | 2   | Оду | 12* | 1   | 3   | 3   | Оду | 49     |
| 6     | Кими Рејкенен     | 15* | 14     | 10  | 6   | Оду | 3   | 9   | 8   | Оду | 2   | 3   | 1   | 3   | 10  | 4   | 6   | 12  | 48     |
| 7     | Нико Розберг      | 6   | 8      | 15  | 9   | 8   | 6   | 5   | 5   | 4   | 4   | 5   | 8   | 16  | 11  | 5   | Оду | 9   | 34.5   |
| 8     | Јарно Трули       | 3   | 4      | Оду | 3   | Оду | 13  | 4   | 7   | 17  | 8   | 13  | Оду | 14  | 12  | 2   | Оду | 7   | 32.5   |
| 9     | Фернандо Алонсо   | 5   | 11     | 9   | 8   | 5   | 7   | 10  | 14  | 7   | Оду | 6   | Оду | 5   | 3   | 10  | Оду | 14  | 26     |
| 10    | Тимо Глок         | 4   | 3      | 7   | 7   | 10  | 10  | 8   | 9   | 9   | 6   | 14  | 10  | 11  | 2   | НС  | 9   | 6   | 24     |
| 11    | Felipe Massa      | Оду | 9      | Оду | 14  | 6   | 4   | 6   | 4   | 3   | НС  | 17  | 14  | 9   | 13  | 12  | 10  | 16  | 22     |
| 12    | Хејки Ковалајнен  | Оду | Оду    | 5   | 12  | Оду | Оду | 14  | Оду | 8   | 5   | 4   | 6   | 6   | 7   | 11  | 12  | 11  | 22     |
| 13    | Ник Хајдфелд      | 10  | 2      | 12  | 19  | 7   | 11  | 11  | 15  | 10  | 11  | 11  | 5   | 7   | Оду | 6   | Оду | 5   | 19     |
| 14    | Роберт Кубица     | 14* | Оду    | 13  | 18  | 11  | Оду | 7   | 13  | 14  | 13  | 8   | 4   | Оду | 8   | 9   | 2   | 10  | 17     |
| 15    | Ђанкарло Физикела | 11  | 18*    | 14  | 15  | 14  | 9   | Оду | 10  | 11  | 14  | 12  | 2   | 9   | 13  | 12  | 10  | 16  | 8      |
| 16    | Себастијан Буеми  | 7   | 16*    | 8   | 17  | Оду | Оду | 15  | 18  | 16  | 16  | Оду | 12  | 13* | Оду | Оду | 7   | 8   | 5      |
| 17    | Адријан Зутил     | 9   | 17     | 17* | 16  | Оду | 14  | 17  | 17  | 15  | Оду | 10  | 11  | 4   | Оду | 13  | Оду | 17  | 5      |
| 18    | Камуи Кобајаши    |     |        |     |     |     |     |     |     |     |     |     |     |     |     | НКЛ | 9   | 6   | 3      |
| 19    | Себастјен Бурде   | 8   | 10     | 11  | 13  | Оду | 8   | 18  | Оду | Оду |     |     |     |     |     |     |     |     | 2      |
| 20    | Казуки Накађима   | Оду | 12     | Оду | Оду | 13  | 15* | 12  | 11  | 12  | 9   | 18  | 13  | 10  | 9   | 15  | Оду | 13  | 0      |
| 21    | Нелсињо Пике      | Оду | 13     | 16  | 10  | 12  | Оду | 16  | 12  | 13  | 12  |     |     |     |     |     |     |     | 0      |
| 22    | Витантонио Лијуци |     |        |     |     |     |     |     |     |     |     |     |     | Оду | 14  | 14  | 11  | 15  | 0      |
| 23    | Ромен Грожан      |     |        |     |     |     |     |     |     |     |     | 15  | Оду | 15  | Оду | 16  | 13  | 18  | 0      |
| 24    | Хаиме Алгерсуари  |     |        |     |     |     |     |     |     |     | 15  | 16  | Оду | Оду | Оду | Оду | 14  | Оду | 0      |
| 25    | Лука Бадер        |     |        |     |     |     |     |     |     |     |     | 17  | 14  |     |     |     |     |     | 0      |
| место | возач             | АУС | МАЛ ** | КИН | БАХ | ШПА | МОН | ТУР | ВБР | НЕМ | МАЂ | ЕВР | БЕЛ | ИТА | СИН | ЈАП | БРА | АБУ | бодови |

| Боја              | Резултат                                                  |
| ----------------- | --------------------------------------------------------- |
| Злато             | Победник                                                  |
| Сребро            | 2. место                                                  |
| Бронза            | 3. место                                                  |
| Зелена            | Завршио у бодовима                                        |
| Плава             | Није завршио у бодовима Није класификован (НКл)           |
| Љубичаста         | Одустао (Оду)                                             |
| Црвена            | Није се квалификовао (НКВ) Није се претквалификовао (НПК) |
| Црна              | Дисквалификован (ДИС)                                     |
| Бела              | Није кренуо (НК) Трка отказана (ТО)                       |
| Светло плава      | Завршио само тренинг (ЗСТ)                                |
| Светло плава      | Тест возач петком (ТВП) - од 2003. на даље                |
| Без боје          | Није завршио тренинг (НЗТ)                                |
| Без боје          | Избачен (ИЗ)                                              |
| Без боје          | Није стигао (НС)                                          |
| Без боје          | Повучен пре трке (ППТ)                                    |
| Анотација         | Значење                                                   |
| Суперскрипта број | Позиција за бодовање у спринту                            |
| Н                 | Најбржи круг                                              |

* Возач није завршио трку али се пласирао јер је одвезао више од 90% дужине трке.
** Због прекида Велике награде Малезије пре комплетирања 75% трке, додељено је само пола бодова.

### Пласман конструктора
| место | конструктор          | број | АУС | МАЛ ** | КИН | БАХ | ШПА | МОН | ТУР | ВБР | НЕМ | МАЂ | ЕВР | БЕЛ | ИТА | СИН | ЈАП | БРА  | АБУ | бодови |
| ----- | -------------------- | ---- | --- | ------ | --- | --- | --- | --- | --- | --- | --- | --- | --- | --- | --- | --- | --- | ---- | --- | ------ |
| 1     | Брон Мерцедес        | 22   | 1   | 1      | 3   | 1   | 1   | 1   | 1   | 6   | 5   | 7   | 7   | Оду | 2   | 5   | 8   | 5    | 3   | 172    |
| 1     | Брон Мерцедес        | 23   | 2   | 5      | 4   | 5   | 2   | 2   | Оду | 3   | 6   | 10  | 1   | 7   | 1   | 6   | 7   | 8    | 4   | 172    |
| 2     | Ред бул Рено         | 14   | 12  | 6      | 2   | 11  | 3   | 5   | 2   | 2   | 1   | 3   | 9   | 9   | Оду | Оду | 17  | 1    | 2   | 153.5  |
| 2     | Ред бул Рено         | 15   | 13* | 15*    | 1   | 2   | 4   | Оду | 3   | 1   | 2   | Оду | Оду | 3   | 8   | 4   | 1   | 4    | 1   | 153.5  |
| 3     | Макларен Мерцедес    | 1    | ДСК | 7      | 6   | 4   | 9   | 12  | 13  | 16  | 18  | 1   | 2   | Оду | 12* | 1   | 3   | 3    | Оду | 71     |
| 3     | Макларен Мерцедес    | 2    | Оду | Оду    | 5   | 12  | Оду | Оду | 14  | Оду | 8   | 5   | 4   | 6   | 6   | 7   | 11  | 12   | 11  | 71     |
| 4     | Ферари               | 3    | Оду | 9      | Оду | 14  | 6   | 4   | 6   | 4   | 3   | НС  | 17  | 14  | 9   | 13  | 12  | 10   | 16  | 70     |
| 4     | Ферари               | 4    | 15* | 14     | 10  | 6   | Оду | 3   | 9   | 8   | Оду | 2   | 3   | 1   | 3   | 10  | 4   | 6    | 12  | 70     |
| 5     | Тојота               | 9    | 3   | 4      | Оду | 3   | Оду | 13  | 4   | 7   | 17  | 8   | 13  | Оду | 14  | 12  | 2   | Оду  | 7   | 59.5   |
| 5     | Тојота               | 10   | 4   | 3      | 7   | 7   | 10  | 10  | 8   | 9   | 9   | 6   | 14  | 10  | 11  | 2   | НС  | 9    | 6   | 59.5   |
| 6     | БМВ Заубер           | 5    | 14* | Оду    | 13  | 18  | 11  | Оду | 7   | 13  | 14  | 13  | 8   | 4   | Оду | 8   | 9   | 2    | 10  | 36     |
| 6     | БМВ Заубер           | 6    | 10  | 2      | 12  | 19  | 7   | 11  | 11  | 15  | 10  | 11  | 11  | 5   | 7   | Оду | 6   | Оду  | 5   | 36     |
| 7     | Вилиијамс Тојота     | 16   | 6   | 8      | 15  | 9   | 8   | 6   | 5   | 5   | 4   | 4   | 5   | 8   | 16  | 11  | 5   | Оду  | 9   | 34.5   |
| 7     | Вилиијамс Тојота     | 17   | Оду | 12     | Оду | Оду | 13  | 15* | 12  | 11  | 12  | 9   | 18  | 13  | 10  | 9   | 15  | Оду  | 13  | 34.5   |
| 8     | Рено                 | 7    | 5   | 11     | 9   | 8   | 5   | 7   | 10  | 14  | 7   | Оду | 6   | Оду | 5   | 3   | 10  | Оду  | 14  | 26     |
| 8     | Рено                 | 8    | Оду | 13     | 16  | 10  | 12  | Оду | 16  | 12  | 13  | 12  | 15  | Оду | 15  | Оду | 16  | 13   | 18  | 26     |
| 9     | Форс Индија Мерцедес | 20   | 9   | 17     | 17* | 16  | Оду | 14  | 17  | 17  | 15  | Оду | 10  | 11  | 4   | Оду | 13  | RОду | 17  | 13     |
| 9     | Форс Индија Мерцедес | 21   | 11  | 18*    | 14  | 15  | 14  | 9   | Оду | 10  | 11  | 14  | 12  | 2   | Оду | 14  | 14  | 11   | 15  | 13     |
| 10    | Торо Росо Ферари     | 11   | 8   | 10     | 11  | 13  | Оду | 8   | 18  | Оду | Оду | 15  | 16  | Оду | Оду | Оду | Оду | 14   | Оду | 8      |
| 10    | Торо Росо Ферари     | 12   | 7   | 16*    | 8   | 17  | Оду | Оду | 15  | 18  | 16  | 16  | Оду | 12  | 13* | Оду | Оду | 7    | 8   | 8      |
| место | конструктор          | број | АУС | МАЛ ** | КИН | БАХ | ШПА | МОН | ТУР | ВБР | НЕМ | МАЂ | ЕВР | БЕЛ | ИТА | СИН | ЈАП | БРА  | АБУ | бодови |

| Боја              | Резултат                                                  |
| ----------------- | --------------------------------------------------------- |
| Злато             | Победник                                                  |
| Сребро            | 2. место                                                  |
| Бронза            | 3. место                                                  |
| Зелена            | Завршио у бодовима                                        |
| Плава             | Није завршио у бодовима Није класификован (НКл)           |
| Љубичаста         | Одустао (Оду)                                             |
| Црвена            | Није се квалификовао (НКВ) Није се претквалификовао (НПК) |
| Црна              | Дисквалификован (ДИС)                                     |
| Бела              | Није кренуо (НК) Трка отказана (ТО)                       |
| Светло плава      | Завршио само тренинг (ЗСТ)                                |
| Светло плава      | Тест возач петком (ТВП) - од 2003. на даље                |
| Без боје          | Није завршио тренинг (НЗТ)                                |
| Без боје          | Избачен (ИЗ)                                              |
| Без боје          | Није стигао (НС)                                          |
| Без боје          | Повучен пре трке (ППТ)                                    |
| Анотација         | Значење                                                   |
| Суперскрипта број | Позиција за бодовање у спринту                            |
| Н                 | Најбржи круг                                              |

* озач није завршио трку али се пласирао јер је одвезао више од 90% дужине трке.
** Због прекида Велике награде Малезије пре комплетирања 75% трке, додељено је само пола бодова.

## Промене

#### Возачи
- Променио тим Себастијан Фетел: Скудерија Торо Росо → Ред бул рејсинг[1]
- Напушта Ф1 Дејвид Култард: Ред бул рејсинг → консултант и тест-возач, извештач за BBC[2].

#### Тимови
- Хонда је најавила повлачење свог тима из такмичења због финансијске кризе[3]
- Форс Индија тим је потписао петогодишњи уговор са Мерцедесом око коришћења њихових мотора
- Продрајв тим[4], Пежо и Ситроен[5], мексички бизнисмен Карлос Слим[6] и Николас Тод су најавили куповину Хонда Ф1 тима.
- Брон ГП је заменио екипу Хонде.

#### Правила
- У сезони 2009. ће се после забране од 10 година поново возити на глатким гумама, које ће обезбеђивати Бриџстон

## Почетак сезоне
Први дио сезоне 2009. године у Формули 1, протекао је у доминацији Џенсона Батона и његовог Брон-ГП-а. Наиме, Батон је славио у првих 6 од 7 трка, и то је касније ће се испоставити било све од британског ветерана. Ипак, било је довољно за титулу. Прва трка вожена је у Мелбурну, на стази „Алберт парк“, за ВН Аустралије. На званичном тренингу је био изненађујуће добар дебитант „Брон-ГП“, наследник угашене Хонде. Возачи Џенсон Батон и Рубенс Барикело су остварили прву и другу стартну позицију. Осим њих запажене резултате остварили су и други возачи који ранијих сезона нису могли сањати о већим успјесима. Одмах се видјело да ће то бити сјајна сезона. У квалификацијама трке у Мелбурну, возачи који су ранијих сезона били доминантни нису заблистали Возачи Ферарија Кими Рејкенен и Фелипе Маса су били 6. и 7., а шампион из 2008. Луис Хамилтон у Макларену је био тек 15., али је након промјене мјењача кренуо 18. У трци иста слика као у квалификацијама. Батон је водио, Фетел, Кубица, Хајдфелд и Росберг били су уз њега. Рубенс Барикело је због проблема са болидом пао на дно. Возачи Ферарија нису показали ништа значајно, а током трке обојица су одустала. Луис Хамилтон се добро пробијао и стигао у зону бодова. Било је много инцидената, а највећи се десио 4 круга прије краја. Наиме, у борби за друго мјесто нашли су се Себастијан Фетел и Роберт Кубица. Кубица је јурио и успио да пређе више од пола болида Фетела. Тада Нијемац више није имао право да га зауставља. И онда дошло је до судара какав се ријетко виђа. На стазу је морао Сејфти-кар који се задржао до краја трке. Овим инцидентом више возача је профитирало, а највише Рубенс Барикело који је поново доспио на друго мјесто. Трећи је стигао Трули, али су му бодови одузети због обилажења за вријеме сигурносног аутомобила. Тако је на треће мјесто стигао Луис Хамилтон али су бодови и њему одузети.
Понесени успјехом из Аустралије тим Брон-ГП-а је наставио са доминацијом. У другој трци у Малезији први је стартовао Џенсон Батон и на тој позицији остао је до краја. Трка је била праћена кишом, па је било пуно преврата. Од бољих возача Маса је завршио девети, Рејкенен последњи четрнаести, а Луис Хамилтон 7. Због јаке кише трка је прекинута 23 круга прије краја. Међутим, сат после прекида одлучено је да се трка не наставља. Због тога што није било одвезено 2/3 трке возачи из зоне бодова добили су половину освојених бодова (Батон 5, Хајдфелд 4, Глок 3,.. Хамилтон 1 и Росберг 0,5 бодова).
Трећа трка је вожена у Шангају за ВН Кине. Протекла је у занаку Ред Була и његових возача Себастијана Фетела и Марка Вебера. Пол-позицију је остварио управо Нијемац и по кишној трци је успио задржати до краја. За њим је кренуо Џенсон Батон, а трећи на старту је био Марк Вебер. Возачи Ферарија и Макларена су испали и другој сесији квалификација. Трку је неколико првих кругова водио сејфти-кар, а након његовог изласка возачи из зачеља су почели да се пробијају. Највише је напредовао Фелипе Маса, који је пред одлазак у бокс стигао до трећег мјеста. Рејкенен и Хамилтон су били одмах иза. Међутим, због удеса сејфти-кар је поново изашао на стазу. Тада је због проблема са мотором Маса одустао, а Рејкенен и Хамилтон одрадили сервисе. Након повратка из бокса Рејкенен је испао из зоне бодова, а Хамилтон и други возач Макларена Хеики Ковалаинен су задржали позиције и освојили бодове. У међувремену Марк Вебер је обишао Батона и донио Ред Булу дуплу побједу.

## Бахреин - Турска
Период од трке у Бахреину до трке у Турској протекао је у апсолутној доминацији Џенсона Батона и Брон-ГП-а. У трци у Манами(Бахреин), први ред је био резервисан за Тојоту, Јарна Трулија и Тима Глока. Трећи је био Батон. Током трке Батон је после оба заустављања обишао по једног возача Тојоте. На тој трци Маса је одустао, а Рејкенен шестим мјестом донио прве бодове Ферарију.
Наредна, пета трка сезоне вожена је у Барселони, на стази Каталуња, за ВН Шпаније. У тој трци на старту први се нашао Батон, а одмах за њим и Барикело. Њих двојица су водили до друге серије одлазака у бокс. Барикело је прије свих посјетио пит-леин, тако да је до краја трке морао и трећи пут ићи на сервис. Фелипе Маса се са лоше стартне позиције пробио до другог мјеста испред Марка Вебера, а иза Џенсона Батона. Из круга у круг заостатак Масе за Батоном бивао је све мањи, па је пред одлазак у бокс Маса каснио свега 3 секунде. Међутим, када су сви одрадили сервисе Маса је био тек четврти. Наиме, дошло је до грешке механичара Ферарија па се Маса дуже задржао у боксу али је изашао са мање горива него остали. Батон је водио, за њим био Барикело, трећи Вебер, четврти Маса, пети Фетел, а шести Фернандо Алонсо. Иако су из бокса савјетовали Масу да сврати у бокс по још горива, Бразилац се није обазирао. Због мањка горива, Маса је био спорији од осталих, па су гадо краја трке обишли и Фетел и Алонсо. На крају је једва завршио трку на шестом мјесту и освојио прва 3 бода. Поредак: Батон, Вебер, Барикело, Фетел, Алонсо, Маса.. Рејкенен је одустао, а Хамилтон није био у зони бодова.
Услиједила је ВН Монака на уличној стази у Монтекарлу. У квалификација су коначно засијали зозачи Ферарија, али је Батон освојио пол-позицију. Рејкенен је на старту био други, Барикело трећи, Фетел четврти, Маса пети, Росберг шести... Одмах на старту трке Барикело је обишао Рејкенена, а након прве серије заустављања у боксу, Маса је обишао Фетела, али и Росберг њих обојицу. Убрзо је Маса успио претећи Росберга. Био је за петама Рејкенену, али није могао боље од петог мјеста. На овој трци није било посебно занимљивих дуела, јер стаза улична и готова не омогућава претицање. Тако је возачима Брон-ГП-а било лако да остваре дуплу побједу. То је била прва трка да оба возача Ферарија освоје бодове, а шампион Хамилтон другу трку за редом није освојио ни бод.
Четврта и последња трка апсолутне доминације Брон-ГП-а била је ВН Турске, која је вожена у Истанбулу на стази Истанбул-парк. У квалификацијама је славио Себастијан Фетел, а Батон је био други. У тркама за ВН Италије 2008. године и Кине 2009. Фетел је остваривао пол-позиције и успијевао да на крају слави. Иначе, то су до тада биле једине пол-позиције и побједе Себастијана Фетела. Такав резултат се могао очекивати и у Турској. Међутим, на старту је било више инцидената међу којим је излетио са стазе и Фетел, па га је Батон лако обишао. Фетел је тада једва очувао другу позицију, а Батон је остао први до краја. Жестоку су борбу водили возачи Ред Була, Вебер и Фетел за другу позицију, а на крају је после другог заустављања у боксу друго мјесто освојио Вебер. Овом трком прекинута је кратка традиција да у Истанбулу побјеђује возач Ферарија, Бразилац Фелипе Маса који је побјеђивао у периоду 2006—2008.

## ВН Велике Британије и Њемачке
На трци за ВН Велике Британије прекинута је сјајна серија Батона од четири побједе за редом. И званични тренинг и трка били су пуни преокрета. На слободним тренинзима доминирали су возачи Ред Була. Званични тренинг је такође протекао у њиховој доминацији. На стази Силверстон-парк очекивало се доста од Макларена и Ферарија, и поготово од Луиса Хамилтона, којему је ово домаћа стаза, а 2008. године је убједљиво славио. Након што се у првој сесији кваликафикација готово сваки пилот измијењао у војству, 24 секунде прије краја овог дијела тренинга десио се један удес. Наиме, у брзом кругу био је Адријан Зутил, али је излетио и то је изазвало појаву црвених заставица. У том тренутку у брзом кругу била је и већина других возача, међу којима и Хамилтон, који је прије удеса био тек 19. За 24 секунде се ништа није могло учинити, па су из квалификација тада испали: Буеми, Бурде, Физикела, Хамилтон и Зутил. На крају квалификација пол-позицију освојио је Фетел, друго мјесто Вебер, треће Барикело, Батон је био тек шести, Рејкенен осми, а Маса десети. На трци посебно добар старт имали су возачи Ферарија и оба су ушла у зону бодова. Батон је пао на осмо мјесто и водио је жестоку борбу са Казукијем Накађимом, а прва тројица су задржали позиције. Хамилтон је до краја трке остао при дну. Након прве серије одлазака у бокс, Маса се пробио до пете позиције, Рејкенен пао на осму, Батон стигао до седме. Росберг је био четврти. После друге серије пит-заустављања, Маса је обишао Росберга и био за петама Барикелу, а Батон је успио обићи Накађиму. До краја трке Батон је заостатак за Росбергом свео на минимум, али се поредак није промијенио. На крају славио је Фетел, други био његов тимски колега Марк Вебер, трећи Барикело. Четврти је кроз циљ прошао Маса, пети Росберг, шести Батон. Седми је завршио Накађима, а последњи бод припао је Рејкенену. Разлика између трећепласираног и шестопласираног била је свега неколико секунди.
Девета трка сезоне била је ВН Њемачке, вожена у Нирбургу. Очекивала се још једна добра партија Себастијана Фетела, којему је ово била домаћа стаза. У квалификацијама бриљирали су возачи Ред Була, Фетел и Вебер, мада је Бразилац Барикело био први. Возачи Ферарија, Макларен-Мерцедеса и Џенсон Батон су имали лошије стартне позиције. На старту трке било је доста инцидената, међу којима и контакт Барилела и Вебера, да би Аусстралијанац био кажњен са 10 сокунди. Након првог заустављања у боксу почели су проблеми Рубенса Барикела. Вебер се фантастичном вожњом успио вратити на сам врх и ту остати до краја. Фелипе Маса је стигао до трећег мјеста, што му је и био највећи успјех у сезони, док је други возач Ферарија Финац Кими Рејкенен одустао. До краја трке жестоку борбу за пето мјесто водили су Возачи Брон-ГП-а, Батон и Барикело, да би на крају био бољи Британац. Побједом у овој трци Марк Вебер је стигао до прве побједе у каријери од укупно 132, до тада одвезене трке.

## ВН Мађарске
ВН мађарске, вожена је 25.-26. јула у Будимпешти. Била је пуна преврата, а коначно су заблистали и возачи Ферарија и Макларена. Ипак, ова трка неће остати у сјенци тога, већ тешког удеса који је током квалификација доживио Фелипе Маса. Први круг квалификација прошао је без већих узбуђења. И у другом је била слична слика до пред сам крај. Наиме, док је већина возача била у брзом кругу, са болида Рубенса Барикела одлетио је амортизер и погодио Фелипе Масу, право у главу. Бразилац је изгубио контролу над возилом, а након јаког удара у гумени зид, и свијест. Иако је био обезбиједио пласман међу првих 10, то је била последња званична вожња за Бразилца те сезоне. Брзом интервенцијом секјурити-тима, Маса је извађен из болида, и брзо пребачен у локалну болницу. Ту је оперисан, и након седмицу дана проведених у Будимпешти, вратио се у Бразил. Иначе, Маса је имао добру серију трка, јер је остваривао бољи успјех из трке у трку. Прије трке у Мађаркој, био је стигао до пете позиције у пласману возача.
У последњем, трећем дијелу званичног тренинга, наступило је девет возача. Ствари су се одвијале уобичајно до пред сам крај. Тада се покварио електронски систем за мјерење времена, па се није знало ко је побједник. Након пола сата одлучено је да први крене возач Реноа, Шпанац Фернандо Алонсо, који је у тренутку квара био водећи. Други је кренуо Марк Вебер, а трећи Росберг. На самом старту трке возачи Макларена и Ферарија, Хамилтон и Рејкенен су се пробили до треће и четврте позиције, док су Алонсо и Вебер остали први и други. Неколико кругова касније Хамилтон је обишао Вебера, па се са тим поредком отишло на прву серију пит-стоп сервиса. У боксу је након мањег инцидента, Рејкенен обишао Вебера. Овај инцидент је узет на увиђање, па је после трке, Рејкенен кажњен новчано. Након изласка из бокса, Алонсо је имао проблема са предњом десном гумом, која је убрзо отпала са његовог болида. То су водећи возачи искористили и обишли га, а Алонсо је круг касније одустао. Поредак Хамилтон, Рејкенен, Вебер се задржао до краја. Ни код ниже пласираних возача није било превише промјена, па је трка мирно приведена крају. То је била прва трка сезоне, у којој је побиједио тада актуелни шампион Луис Хамитон. На овој трци учествовао је један новајлија, Шпанац Хаиме Алгерсуари, који је у тиму Торо Роса, замијенио Себастјена Бурдеа, који је остваривао лоше резултате. Алгерсуари је трку завршио на 16. мјесту.

## Дешавања у Ферарију; ВН Европе и Белгије
Након ВН Мађарске и тешког удеса Фелипеа Масе, у Ферарију је настала пометња ко ће замијенити повријеђеног Бразилца. Мада, имали су доста времена, јер је од трке у Мађарској до наредне у Валенсији биле су пуне четири седмице. Дан после трке у Мађарској, одлучено је да прва опција буде Нијемац Михаел Шумахер, који се био повукао 2006. године као возач Ферарија. Иако се Маса брзо опораљао, Шумахер се дао у пуне припреме. Много се радовао повратку у болид. Иако је он тражио 3,5 милиона евра по трци, било му је обећано 3,2. После бројних тестова на стази и након љекарцких испита, Шумахер је добио црвено свијетло. Проблем је представљао његов повријеђени врат. Након Шумахера, јављале су се нове опције. Прва је био италијански ветеран, возач Ферарија до 1999. године, Лука Бадоер. Иако Италијан, и док је возио, није остваривао посебне резултате, за Ферари није било излаза. Пред саму трку у Валенсији за ВН Европе, одлучено је да Бадоер замијени Масу.
На званичном тренингу у Валенсији, доминирао је Макларен. Хамилтон је стално био први и освојио пол-позицију, а Ковалаинен се у последњим тренуцима пробио до друге позиције. Трећи је стартовао возач Брон-ГП-а, Рубенс Барикело. Први возач Ферарија, Кими Рејкенен је заузео четврту стартну позицију, а новајлија Лука Бадоер био је последњи. Још једном возачу ово је била дебитантска трка. У питњу је био Француз Роман Грожан, који је у тиму Рено замијенио Бразилца Нелсон Пике Јуниора који је отпуштен. На уличној трци, није било много изненађења. Најбоље је стартовао Лука Бадоер, који је са двадесете стигао на 14. позицију. Међутим, у другој кривини га је ударио Марк Вебер, па је све отишло назад. Код водећих, ствари се нису мијењале код првих неколико возача. Након прве серије пит-стоп заустављања, Барикело је стигао до друге позиције потиснувши Ковалаинена на треће мјесто. Ништа се битније није дешавало до друге серије пит-сервиса. Механичари Макларена су тада направили кобну грешку при сервису Луиса Хамилтона, па је војство преузео Барикело. До грешке је дошло и код сервиса Финца Хеикија Ковалаинена, па је треће мјесто преузео његов сународник Рејкенен. Барикело је тако стигао до прве побједе у сезони, и прве уопште од ВН Јапана 2005. године. Рејкенен је другим узастопним подијумом потврдио добру форму, а његов тимски колега Бадоер је завршио последњи 17.
Следећа трка била је ВН Белгије. Квалификације су биле уобичајене. На крају је, за изненађење пол-позицију освојио возач Форс Индије, Ђанкарло Физикела. На самом старту трке, Физикела је остао први, а Рејкенен се се шестог пробио на друго мјесто. Барикело је доживио катастрофалан пад на деветнаесто, а други возач Ферарија Лука Бадоер је стигао на 18. мјесто. Десила су се и два инцидента: Батон и Грожан, Хамилтон и Алгерсуари. Сва четворица су одустали. Након трке нико није кажњен, јер је стаза била клизава, па је све окарактерисано као обичан судар. Ипак, Батон је за судар окривио Грожана, рекавши да је оштро ушао у кривину и несмотрено га изгурао. После ова два судара је изашао сигурносни аутомобил, који је на стази остао 4 круга. Кад је сејфти-кар напустио стазу, Рејкенен је напао и обишао Физикелу. Барикело се тада налазио на 15. мјесту и одмах је обишао Бадоера. Током цијеле трке разлика Рејкенена и Физикеле износила је највише 2 секунде. У стоп их је пратио и Фетел, али их није успио угрозити. До средине трке међу првима је био и Алонсо, али је због проблема са гумама морао одустати. До краја трке Барикело је стигао на седмо мјесто и јурио Розберга, јер је хтио да искористи одсуство Батона и смањи заостатак. Ипак, пред крај трке му је прокувао мотор, па је једва завршио... Побједом на трци за ВН Белгије, Кими Рејкенен је побиједио први пут после ВН Шпаније 2008. Лука Бадоер је завршио 14., па је отпуштен из Ферарија.

## ВН Италије и Сингапура
У квалификацијама је на легендарној Монци побиједио Луис Хамилтон и показао колику толику конкурентност Макларен Мерцедеса. Друго мјесто је припало возачу БМВ-а Нику Хајдфелду, а треће Кимију Рејкенену. Возач Брон-ГП-а, Рубенс Барикело био је четврти, а Батон 5. Први пут за Ферари је возио Ђанкарло Физикела који је прешао из Форс Индије. На квалификацијама је једва прошао у другу рунду. За азијску екипу је возио још један Италијан Витантонио Лиуци, повратник у Формулу 1. На самом старту трке Рејкенен је обишао Хајдфелда и кренуо у потјеру за Хамилтоном. У првих пет није било више промјена све до других одлазаке у бокс. Сви су се били одлучили на два заустављања, осим возача Брона. Након што су водећи одрадили сервисе Барикело је био први, а Батон други. Хамилтон се борио и до краја трке успио да заостатак за Батоном сведе на минимум. Ипак, није му се дало. У задњем кругу једноставно је слетио са стазе и ударио у зид. Тако је Кими Рејкенен стигао до трећег мјеста, и Ферарију донио шести подијум у сезони. Физикела није стигао до бодова ни и Италији нити и у наредне четири трке до краја. Овом дуплом побједом бозачи Брона су стигли на корак од титуле у обје конкуренције.
У Сингапуру је вожена једина ноћна трка у сезони. Тамо се није дешавало ништа посебно. Читав викенд је протекао у доминацији Луиса Хамилтона, који је преко пол-позиције стигао до друге побједе у сезони. Други на старту је био Себастијан Фетел у Ред Булу, а трећи Нико Розберг. На самом старту Розберг је претекао Фетела, Алонсо се пробио на четврто мјесто, али је излетио па су га претекли Вебер и Тимо Глок из Тојоте. Други пилот Макларена, Хеики Ковалаинен, борио се за мањи број бодова, а главни и практично једини адут Ферарија, Кими Рејкенен, стигао је до безвриједне 12. позиције. У седамнаестом кругу почела је серија одлазака у бокс. После одлазака на сервис и даље је водио Хамилтон. Розберг је пресјекао бијелу линију па је кажњен проласкомм кроз бокс. У 21. кругу дошло је до судара имеђу Зутила и Хајдфелда, па је на стазу морао сигурносни аутомобил. Након одрађене казне Розберг је испао из зоне бодова. У 46. кругу Веберу су отказале кочнице и излетио је, па је „сејфти-кар“ морао на стазу други пут. Тада су одрађена и друга заустављања у боксу. Највише је изгубио Себастијан Фетел који је са другог пао на четврто мјесто, па је до подијума стигао Фернандо Алонсо који је тако потврдио да му одговарају ноћне трке у Сингапуру. Побиједио је Хамилтон, а други је био Глок. Конкеренти за титулу завршили су један за другим: Фетел 4., Батон 5. а Барикело 6.

## Расплет сезоне
Наредна трка вожена је у Јапану, на стази Сузука. Драма је почела још на слободним тренинзима. Вебер је слупао болид, па није учествовао на квалификацијама и кренуо је из бокса. Током квалификација било је још инцидената, па је више пута била избацивана црвена заставица. Најтежи удес десио се на почетку треће сесије квалификација, када је Тимо Глок излетио и сломио ногу. Није усествовао сјутрдан на трци, нити на преостале двије до краја сезоне. Пол-позицију освојио је Фетел, други је био Хамилтон, трећи Трули, четврти Хајдфелд, пети Рејкенен. На самом старту, Фетел је сачувао прву позицију, као и остали из прве петорке. На зачељу је проблема имао Марк Вебер који је већ у другом кругу морао у бокс и тада се већ знало да ће завршити последњи. До краја је поставио најбржи круг. Прво одустајање десило се у 12. кругу, када је трку завршио Себастијан Буеми из Торо Роса. После прве серије заустављања у боксу није било промјена у врху. Током друге серије одлазака у бокс, најбоље је прошао Јарно Трули и вратио се испред Хамилтона. Профитирали су још и Рејкенен (4. мјесто) и Розберг (5. мјесто). Последње узбуђење догодило се 9 кругова прије краја. Хаиме Алгерсуари је ударио у зид, па је на стазу морао сигурносни аутомобил. До краја се није десило ништа битно, па је Фетел стигао до треће побједе у сезони, Трули до другог мјеста, Хамилтон до трећег. Батон је завршио осми и освојио, злата вриједан бод.
Иако је није био крај сезоне, у Бразилу је све ријешено. Након квалификација постојала је сасвим супротна слика оној након трке. После квалификација које су трајале готово три сата, због кише и честих прекида, први је био домаћи возач Рубенс Барикело. Другу позицију на старту обезбиједио је Марк Вебер, трећи је био Зутил, четврти Трули, а пети Рејкенен. Од конкурената за титулу, Батон је био 14. а Фетел 16. На старту је Барикело остао у војству, а Рејкенен се пробио на треће мјесто и кренуо на Вебера, али је дошло до конткта па је Рејкенен морао бокс. Затим је дошло до судара између Зутила, Трулија и Алонса и то је био крај за сву тројицу. Након одласка сигурносног аута, Батон је кренуо у финални напад на титулу. Барикело је био добар, али када су сви посјетили бокс, поредак је био: Вебер, Кубица, Барикело, Хамилтон, Рејкенен, Батон, Фетел, Буеми... Након друге серије пит-стопова, постављен је и коначан распоред: Вебер, Кубица, Хамилтон, Фетел, Батон, Рејкенен, Буеми, Барикело... На трци је учествовао и дебитант Камуи Кобајаши, који је у Тојоти замијенио повријеђеног Тима Глока, а завршио је на 9. мјесту. Петим мјестом и лошим пласманом конкурената, Џенсон Батон је стигао до прве титуле шампиона свијета. Уједно је и Брон-ГП осигурао титулу у конкуренцији тимова.
За сам крај, остала је дебитантска трка у Абу Дабију. Трка није имала резултатски значај, јер је шампионат већ био ријешен у обје конкуренције. Хамилтон је доминрао у квалификацијама и заузео пол-позицију испред Фетела, Вебера, Барикела, Батона... На самој трци једино је била битна борба Рејкенена и Хамилтона за 5. мјесто у шампионату возача и Ферарија и Макларена за 3. мјесто у конкуренцији консктруктора. На трци није било превише узбуђења, а најпријатније изненађење је приредио Камуи Кобајаши у Тојоти, који је кренуо 12. а завршио 6. обишавши у директном дуелу на старту и бившег свјетског шампиона Кимија Рејкенена. Због проблема са кочницама, Хамилтон је због проблема са кочницама одустао и препустио прво мјесто Фетелу. Рејкенен није искористио одсуство Хамилтона да поправи своју позицију и позицију Ферарија у генералном пласману, и завршио је тек на 12. мјесту. Фетел је побиједио четврти пут у сезони, а Вебер је комплетирао дуплу побједу Ред Була. Трећи је био нови шампион Батон, а четврти његов тимски колега, Барикело. После ове трке, Кими Рејкенен се повукао из Формуле 1 и започео каријеру у свјетском рели шампионату.